# Ballinasloe
Ballinasloe (Iers Béal Átha na Slua),  is een plaats in het oosten van het Ierse graafschap Galway. De plaats telt 6.051 inwoners. 

## Vervoer
Even ten noorden van het dorp ligt een station aan de spoorlijn Dublin - Galway. De snelweg M6 tussen Dublin en Galway loopt direct ten zuiden van Ballinasloe.

## Geboren
- George Brent (1904-1979), acteur